# 가평철교

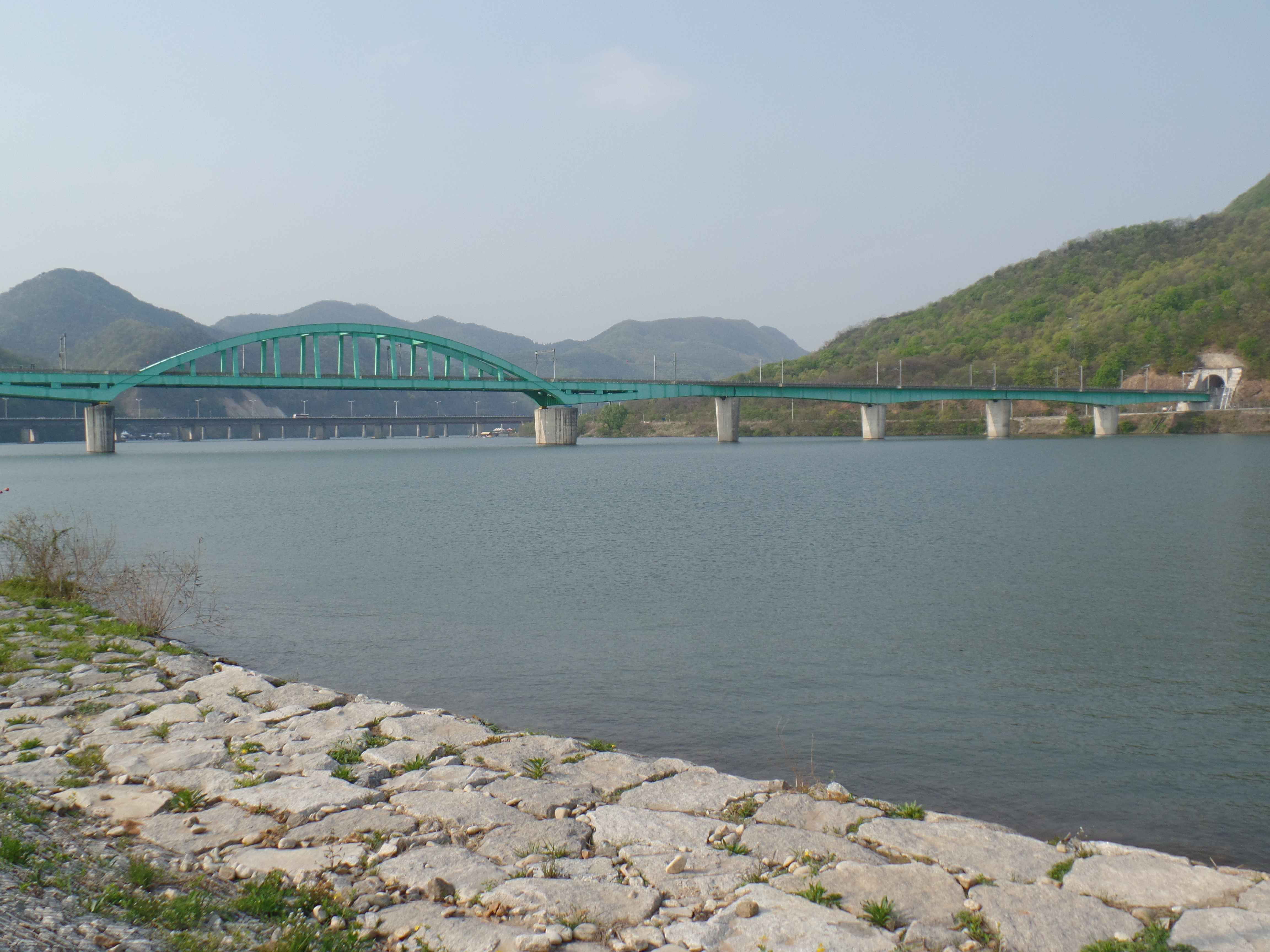
가평철교

가평철교(加平鐵橋)는 경기도 가평군 가평읍과 강원특별자치도 춘천시 남산면을 잇는 북한강의 철교이다. 공식 명칭은 가평교(加平橋)이며, 구 철교의 공식 명칭은 북한강교(北漢江橋)이다. 경강철교(京江鐵橋)로도 불리지만 경강철교는 공식적인 명칭이 아니다. 현재 경춘선 열차가 이용하는 교량이며, 구 철교는 레일바이크의 다리로 사용되고 있다.